# Braddon

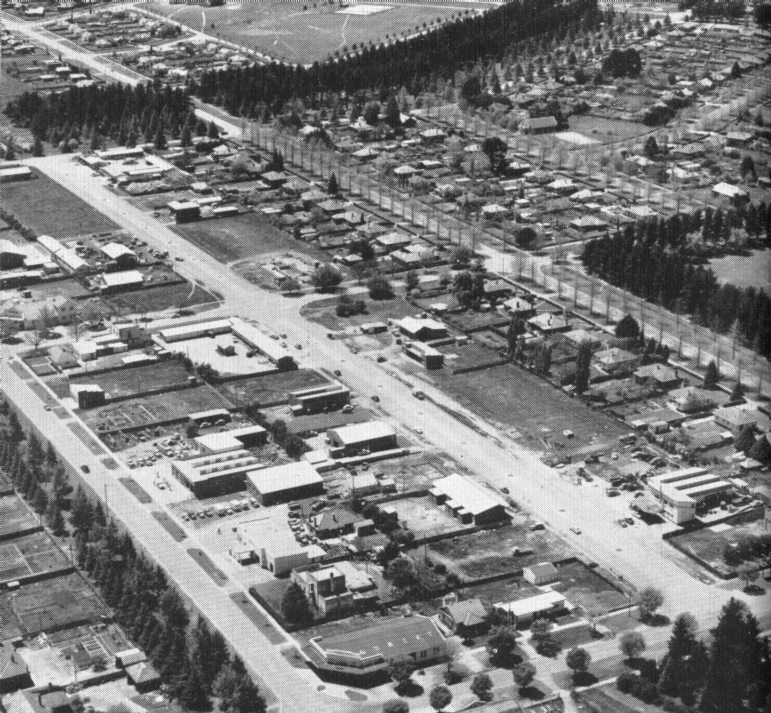
Braddon egy 1950-es légifelvételen

Braddon az ausztrál főváros, Canberra egyik elővárosa.  A 2006-os népszámlálás alapján 3574 fő lakik itt. Braddon városában két nagyobb kereskedelmi övezet is található, Mort és a Lonsdale Street, amelyek a Northburne Avenue-val párhuzamosan futnak. Az elővárosban több kisebb galéria, autókölcsönző és étterem, kávézók és bárok, ajándék és ruházati üzletek találhatóak, valamint a Centrelink irodája. A munkások számára készült legnépszerűbb pub a környéken a Civic Pub. A belvárosban alacsony egyemeletes irodaépületek találhatóak, melyekben a News Corporation, a Colmar Brunton és az Ausztrál Munkáspárt fővárosi irodája található. A kereskedelmi területektől távolabb különféle lakóingatlanokat, apartmanokat találunk a külvárosban, amelyek népszerűségét csak fokozza a főváros közelsége. A Fenner Hall amely az Ausztrál Nemzeti Egyetemnek ad otthont, szintén itt található a Northbourne Avenue-n.

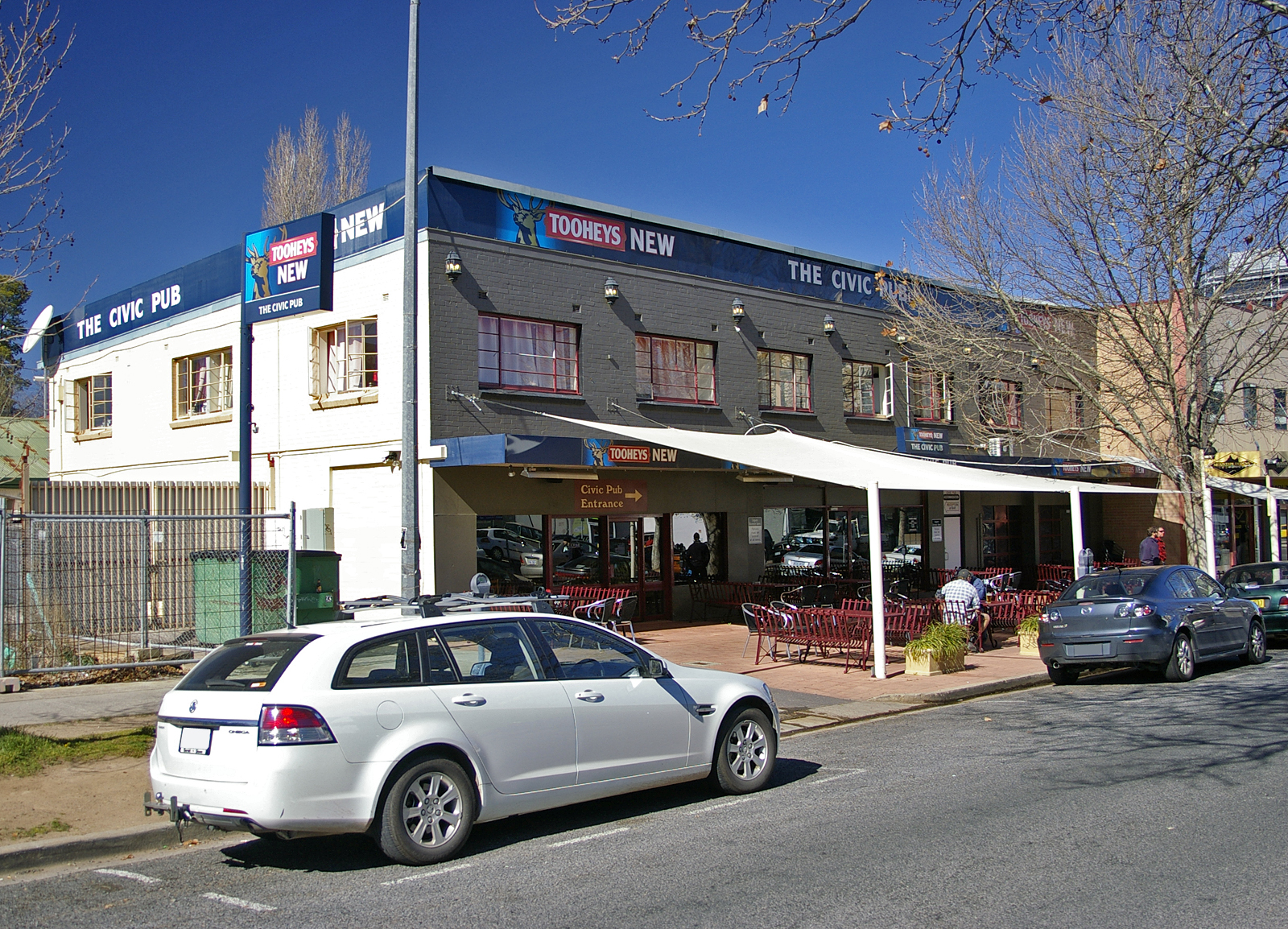
A Civic Pub nevű bár a Lonsdale Streeten

## Történelme
Braddon, Canberra egyik legrégebb óta lakott külvárosainak egyike, amely már 1922 óta lakott. Braddon eredetileg könnyűipari területnek indult, amely tartalmazta a The Canberra Times nyomdát. Ainslie iskolája Braddonban található és 1927-ben nyitotta meg kapuit a nebulók előtt. Az iskola egyben a fővárosi terület egyik legrégebbi iskolája is. A külvárosban salakos teniszpálya és bowling klub is van. A Merici College szintén a külvárosban fekszik.
Braddon városa nevét Sir Edward Braddonról kapta, aki az ausztrál alkotmány egyik írója volt.  Braddon utcáit törvényhozókról, őslakos szavakról és telepesekről nevezték el.

## Földrajza
Braddon területén a Canberra-alakzat meszes képződményeit találjuk, negyedidőszaki üledékes rétegekkel borítva.

## Növénytakaró
Braddon város növénytakarója túlnyomórészt egzotikus fajokból tevődik össze, mint például a tölgy, a kőris, a cédrus, a ciprus és a különböző fenyőfélék. A külváros peremkerületeiben azért jelen vannak az itt őshonos fafajták is, mint például a gumifa és az eukaliptusz.

## Látnivalók
- Lonsdale Street: A városka legfőbb kereskedelmi területe. Itt találhatóak a jelentősebb üzletek és irodák.
- Haig Park: Ausztrália többi parkjától eltérően itt a fákat katonás rendben sorokban ültették, főleg helyiek számára egzotikus fafajokkal tele.

## Kultúra
Vallási helyek
- St Patrick’s Catholic Church
- St Columbus Uniting Church
- Salvation Army Temple – Canberra City St Mary’s Catholic Church
- Sisters of Mercy Australian Episcopal Conference

Színházak és kiállítótermek
- Bogong Theatre
- Canberra Contemporary Art Space
- Canberra Contemporary Art Space Galleries 1 and 2
- Canberra Youth Theatre
- Currong Theatre Studio
- Gorman House
- Ralph Wilson Theatre
- Vis a Vis Theatre
- Clarrys Arts Centre

## Fordítás
Ez a szócikk részben vagy egészben  a   Braddon, Australian Capital Territory című angol Wikipédia-szócikk ezen változatának fordításán alapul.  Az eredeti cikk szerkesztőit annak laptörténete sorolja fel. Ez a jelzés csupán a megfogalmazás eredetét és a szerzői jogokat jelzi, nem szolgál a cikkben szereplő információk forrásmegjelöléseként.